# Azhdarcho
Azhdarcho is een geslacht van uitgestorven pterosauriërs, behorend tot de groep van de Pterodactyloidea, dat tijdens het Laat-Krijt leefde in het gebied van het huidige Oezbekistan. De enige benoemde soort is Azhdarcho lancicollis.

## Vondst en naamgeving
De typesoort Azhdarcho lancicollis werd in 1984 benoemd en beschreven door de Russische paleontoloog Lev Nesov. De geslachtsnaam verwijst naar een draak uit de Oezbeekse mythologie, de azhdarch. De soortaanduiding is afgeleid van het Latijnse lancea, 'lanspunt' en collum, 'nek', een verwijzing naar de langwerpige halswervels. Nesov had eerder, in 1982, de soortnaam Azhdarcho imparidens gebruikt, maar nog zonder beschrijving zodat dit een nomen nudum gebleven was.
Het holotype TsNIGRmuzey 1/11915 werd, samen met ander fossiel materiaal dat aan de soort is toegeschreven, tussen 1974 en 1981 verzameld in de Kizilkoemwoestijn, in de Bissektiformatie die dateert uit het Turonien-Coniacien, 89 miljoen jaar oud. Het bestaat uit het voorste deel van een halswervel, met 44,9 millimeter maximale breedte, 20 millimeter doorsnede en 31,5 millimeter hoogte. Daarnaast waren er nog twaalf paratypen met delen van de wervelkolom, van vleugelbeenderen, van de onderkaken en van de dijbeenderen. In 1995 wees Nesov nog een tweede kootje van de vierde vinger toe, specimen N 8/11915.

## Beschrijving

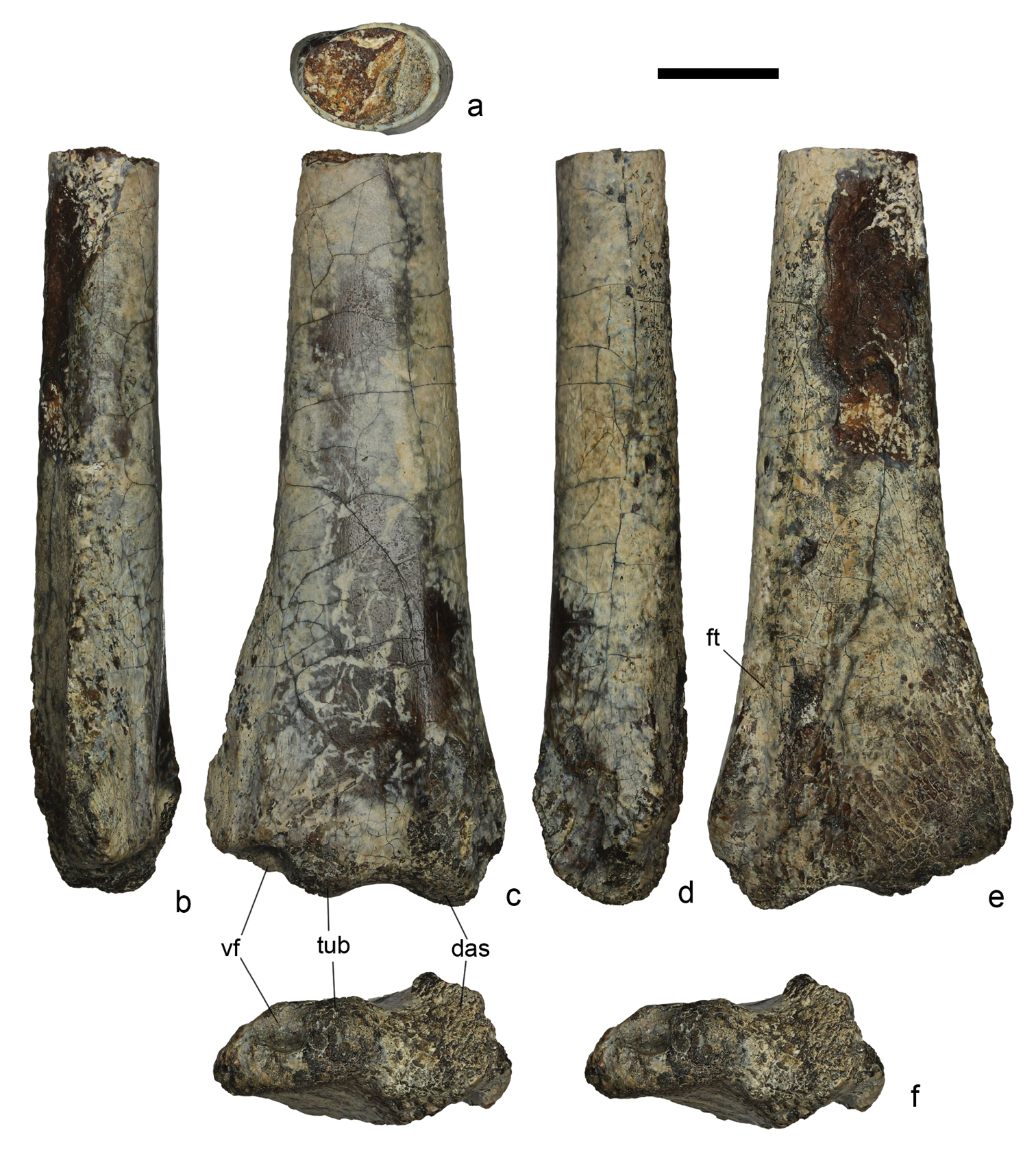
Een stuk rechterellepijp van Azhdarcho

De soort had, afgaande op het materiaal dat Nesov in 1984 beschreef, een vleugelspanwijdte van drie à vier meter en een gewicht van zo'n tien kilogram. In 1991 zou Nesov zijn schatting bijstellen tot 4,4 meter en sommige nog later in het gebied gevonden fragmenten van pterosauriërs zouden wijzen op een vlucht van vijf à zes meter.
De halswervels waren extreem verlengd en hadden een ronde doorsnede. De soort had een notarium, een vergroeiing van de voorste ruggenwervels. De kaken waren spits maar vrij breed, tandeloos, langgerekt en recht met scherpe randen. De achterpoten waren lang.
In 2010 werd de soort veel gedetailleerder beschreven door Alexandr Awerianow, daarbij vele tientallen specimina toewijzend. Deze zag als voornaamste uniek onderscheidend kenmerk, behalve een verlenging van de middelste halswervels, de korte symfyse van de onderkaken. De halswervels verlengen naar achteren tot en met de vijfde om daarna weer geleidelijk in grootte af te nemen. Verder is er een unieke combinatie van op zich niet unieke eigenschappen. De atlas en draaier hebben een holle onderkant. De middelste halswervels hebben zijdelings van het ruggenmergkanaal pneumatische foramina. Het spaakbeen en het opperarmbeen hebben onderaan geen pneumatische opening. Op de voorzijde van de ellepijp is nu juist wel zo'n foramen. De achtste halswervel heeft maar 30% van de lengte van de vijfde halswervel. De gewrichtsknobbels op diens wervellichaam zijn breder dan hoog. Boven op de wervelboog van de vijfde hals wervel bevindt zich een voorste foramen. Aan de onderkant van de basis van nekrib bevindt zich een uitholling. Achter de hypapofyse bevindt zich op de onderkant van de wervel geen richel.

## Fylogenie
Nesov bracht de soort onder in een Azhdarchinae samen met Quetzalcoatlus en Arambourgiania (toen nog Titanopteryx geheten); tegenwoordig noemt men dit de Azhdarchidae.
Een analyse uit 2023 toont het volgende kladogram.
|  | Eurazhdarcho langendorfensis |
|  | |
|  | \| \| Phosphatodraco mauritanicus \| \| \| \| \| \| Wellnhopterus brevirostris \| \| \| \| \| \| Aralazhdarcho bostobensis \| \| \| \| |
|  | |
|  | Phosphatodraco mauritanicus |
|  | |
|  | Wellnhopterus brevirostris |
|  | |
|  | Aralazhdarcho bostobensis |
|  | |

|  | Phosphatodraco mauritanicus |
|  |                             |
|  | Wellnhopterus brevirostris  |
|  |                             |
|  | Aralazhdarcho bostobensis   |
|  |                             |

|  | Hatzegopteryx thambema |
|  |                        |
|  | Albadraco tharmisensis |
|  |                        |

|  | Quetzalcoatlus northropi        |
|  |                                 |
|  | Quetzalcoatlus lawsoni          |
|  |                                 |
|  | Quetzalcoatlus sp. (FSAC-OB 14) |
|  |                                 |

|  | Mistralazhdarcho maggii      |
|  |                              |
|  | Aerotitan sudamericanus      |
|  |                              |
|  | Arambourgiania philadelphiae |
|  |                              |

|  | Quetzalcoatlus northropi        |
|  |                                 |
|  | Quetzalcoatlus lawsoni          |
|  |                                 |
|  | Quetzalcoatlus sp. (FSAC-OB 14) |
|  |                                 |

|  | Mistralazhdarcho maggii      |
|  |                              |
|  | Aerotitan sudamericanus      |
|  |                              |
|  | Arambourgiania philadelphiae |
|  |                              |

|  | Hatzegopteryx thambema |
|  |                        |
|  | Albadraco tharmisensis |
|  |                        |

|  | Quetzalcoatlus northropi        |
|  |                                 |
|  | Quetzalcoatlus lawsoni          |
|  |                                 |
|  | Quetzalcoatlus sp. (FSAC-OB 14) |
|  |                                 |

|  | Mistralazhdarcho maggii      |
|  |                              |
|  | Aerotitan sudamericanus      |
|  |                              |
|  | Arambourgiania philadelphiae |
|  |                              |

|  | Quetzalcoatlus northropi        |
|  |                                 |
|  | Quetzalcoatlus lawsoni          |
|  |                                 |
|  | Quetzalcoatlus sp. (FSAC-OB 14) |
|  |                                 |

|  | Mistralazhdarcho maggii      |
|  |                              |
|  | Aerotitan sudamericanus      |
|  |                              |
|  | Arambourgiania philadelphiae |
|  |                              |

|  | Hatzegopteryx thambema |
|  |                        |
|  | Albadraco tharmisensis |
|  |                        |

|  | Quetzalcoatlus northropi        |
|  |                                 |
|  | Quetzalcoatlus lawsoni          |
|  |                                 |
|  | Quetzalcoatlus sp. (FSAC-OB 14) |
|  |                                 |

|  | Mistralazhdarcho maggii      |
|  |                              |
|  | Aerotitan sudamericanus      |
|  |                              |
|  | Arambourgiania philadelphiae |
|  |                              |

|  | Quetzalcoatlus northropi        |
|  |                                 |
|  | Quetzalcoatlus lawsoni          |
|  |                                 |
|  | Quetzalcoatlus sp. (FSAC-OB 14) |
|  |                                 |

|  | Mistralazhdarcho maggii      |
|  |                              |
|  | Aerotitan sudamericanus      |
|  |                              |
|  | Arambourgiania philadelphiae |
|  |                              |

|  | Hatzegopteryx thambema |
|  |                        |
|  | Albadraco tharmisensis |
|  |                        |

|  | Quetzalcoatlus northropi        |
|  |                                 |
|  | Quetzalcoatlus lawsoni          |
|  |                                 |
|  | Quetzalcoatlus sp. (FSAC-OB 14) |
|  |                                 |

|  | Mistralazhdarcho maggii      |
|  |                              |
|  | Aerotitan sudamericanus      |
|  |                              |
|  | Arambourgiania philadelphiae |
|  |                              |

|  | Quetzalcoatlus northropi        |
|  |                                 |
|  | Quetzalcoatlus lawsoni          |
|  |                                 |
|  | Quetzalcoatlus sp. (FSAC-OB 14) |
|  |                                 |

|  | Mistralazhdarcho maggii      |
|  |                              |
|  | Aerotitan sudamericanus      |
|  |                              |
|  | Arambourgiania philadelphiae |
|  |                              |

|  | Hatzegopteryx thambema |
|  |                        |
|  | Albadraco tharmisensis |
|  |                        |

|  | Quetzalcoatlus northropi        |
|  |                                 |
|  | Quetzalcoatlus lawsoni          |
|  |                                 |
|  | Quetzalcoatlus sp. (FSAC-OB 14) |
|  |                                 |

|  | Mistralazhdarcho maggii      |
|  |                              |
|  | Aerotitan sudamericanus      |
|  |                              |
|  | Arambourgiania philadelphiae |
|  |                              |

|  | Quetzalcoatlus northropi        |
|  |                                 |
|  | Quetzalcoatlus lawsoni          |
|  |                                 |
|  | Quetzalcoatlus sp. (FSAC-OB 14) |
|  |                                 |

|  | Mistralazhdarcho maggii      |
|  |                              |
|  | Aerotitan sudamericanus      |
|  |                              |
|  | Arambourgiania philadelphiae |
|  |                              |

|  | Hatzegopteryx thambema |
|  |                        |
|  | Albadraco tharmisensis |
|  |                        |

|  | Quetzalcoatlus northropi        |
|  |                                 |
|  | Quetzalcoatlus lawsoni          |
|  |                                 |
|  | Quetzalcoatlus sp. (FSAC-OB 14) |
|  |                                 |

|  | Mistralazhdarcho maggii      |
|  |                              |
|  | Aerotitan sudamericanus      |
|  |                              |
|  | Arambourgiania philadelphiae |
|  |                              |

|  | Quetzalcoatlus northropi        |
|  |                                 |
|  | Quetzalcoatlus lawsoni          |
|  |                                 |
|  | Quetzalcoatlus sp. (FSAC-OB 14) |
|  |                                 |

|  | Mistralazhdarcho maggii      |
|  |                              |
|  | Aerotitan sudamericanus      |
|  |                              |
|  | Arambourgiania philadelphiae |
|  |                              |

|  | Hatzegopteryx thambema |
|  |                        |
|  | Albadraco tharmisensis |
|  |                        |

|  | Quetzalcoatlus northropi        |
|  |                                 |
|  | Quetzalcoatlus lawsoni          |
|  |                                 |
|  | Quetzalcoatlus sp. (FSAC-OB 14) |
|  |                                 |

|  | Mistralazhdarcho maggii      |
|  |                              |
|  | Aerotitan sudamericanus      |
|  |                              |
|  | Arambourgiania philadelphiae |
|  |                              |

|  | Quetzalcoatlus northropi        |
|  |                                 |
|  | Quetzalcoatlus lawsoni          |
|  |                                 |
|  | Quetzalcoatlus sp. (FSAC-OB 14) |
|  |                                 |

|  | Mistralazhdarcho maggii      |
|  |                              |
|  | Aerotitan sudamericanus      |
|  |                              |
|  | Arambourgiania philadelphiae |
|  |                              |

|  | Hatzegopteryx thambema |
|  |                        |
|  | Albadraco tharmisensis |
|  |                        |

|  | Quetzalcoatlus northropi        |
|  |                                 |
|  | Quetzalcoatlus lawsoni          |
|  |                                 |
|  | Quetzalcoatlus sp. (FSAC-OB 14) |
|  |                                 |

|  | Mistralazhdarcho maggii      |
|  |                              |
|  | Aerotitan sudamericanus      |
|  |                              |
|  | Arambourgiania philadelphiae |
|  |                              |

|  | Quetzalcoatlus northropi        |
|  |                                 |
|  | Quetzalcoatlus lawsoni          |
|  |                                 |
|  | Quetzalcoatlus sp. (FSAC-OB 14) |
|  |                                 |

|  | Mistralazhdarcho maggii      |
|  |                              |
|  | Aerotitan sudamericanus      |
|  |                              |
|  | Arambourgiania philadelphiae |
|  |                              |

|  | Hatzegopteryx thambema |
|  |                        |
|  | Albadraco tharmisensis |
|  |                        |

|  | Quetzalcoatlus northropi        |
|  |                                 |
|  | Quetzalcoatlus lawsoni          |
|  |                                 |
|  | Quetzalcoatlus sp. (FSAC-OB 14) |
|  |                                 |

|  | Mistralazhdarcho maggii      |
|  |                              |
|  | Aerotitan sudamericanus      |
|  |                              |
|  | Arambourgiania philadelphiae |
|  |                              |

|  | Quetzalcoatlus northropi        |
|  |                                 |
|  | Quetzalcoatlus lawsoni          |
|  |                                 |
|  | Quetzalcoatlus sp. (FSAC-OB 14) |
|  |                                 |

|  | Mistralazhdarcho maggii      |
|  |                              |
|  | Aerotitan sudamericanus      |
|  |                              |
|  | Arambourgiania philadelphiae |
|  |                              |

|  | Hatzegopteryx thambema |
|  |                        |
|  | Albadraco tharmisensis |
|  |                        |

|  | Quetzalcoatlus northropi        |
|  |                                 |
|  | Quetzalcoatlus lawsoni          |
|  |                                 |
|  | Quetzalcoatlus sp. (FSAC-OB 14) |
|  |                                 |

|  | Mistralazhdarcho maggii      |
|  |                              |
|  | Aerotitan sudamericanus      |
|  |                              |
|  | Arambourgiania philadelphiae |
|  |                              |

|  | Quetzalcoatlus northropi        |
|  |                                 |
|  | Quetzalcoatlus lawsoni          |
|  |                                 |
|  | Quetzalcoatlus sp. (FSAC-OB 14) |
|  |                                 |

|  | Mistralazhdarcho maggii      |
|  |                              |
|  | Aerotitan sudamericanus      |
|  |                              |
|  | Arambourgiania philadelphiae |
|  |                              |

|  | Hatzegopteryx thambema |
|  |                        |
|  | Albadraco tharmisensis |
|  |                        |

|  | Quetzalcoatlus northropi        |
|  |                                 |
|  | Quetzalcoatlus lawsoni          |
|  |                                 |
|  | Quetzalcoatlus sp. (FSAC-OB 14) |
|  |                                 |

|  | Mistralazhdarcho maggii      |
|  |                              |
|  | Aerotitan sudamericanus      |
|  |                              |
|  | Arambourgiania philadelphiae |
|  |                              |

|  | Quetzalcoatlus northropi        |
|  |                                 |
|  | Quetzalcoatlus lawsoni          |
|  |                                 |
|  | Quetzalcoatlus sp. (FSAC-OB 14) |
|  |                                 |

|  | Mistralazhdarcho maggii      |
|  |                              |
|  | Aerotitan sudamericanus      |
|  |                              |
|  | Arambourgiania philadelphiae |
|  |                              |

|  | Hatzegopteryx thambema |
|  |                        |
|  | Albadraco tharmisensis |
|  |                        |

|  | Quetzalcoatlus northropi        |
|  |                                 |
|  | Quetzalcoatlus lawsoni          |
|  |                                 |
|  | Quetzalcoatlus sp. (FSAC-OB 14) |
|  |                                 |

|  | Mistralazhdarcho maggii      |
|  |                              |
|  | Aerotitan sudamericanus      |
|  |                              |
|  | Arambourgiania philadelphiae |
|  |                              |

|  | Quetzalcoatlus northropi        |
|  |                                 |
|  | Quetzalcoatlus lawsoni          |
|  |                                 |
|  | Quetzalcoatlus sp. (FSAC-OB 14) |
|  |                                 |

|  | Mistralazhdarcho maggii      |
|  |                              |
|  | Aerotitan sudamericanus      |
|  |                              |
|  | Arambourgiania philadelphiae |
|  |                              |

|  | Hatzegopteryx thambema |
|  |                        |
|  | Albadraco tharmisensis |
|  |                        |

|  | Quetzalcoatlus northropi        |
|  |                                 |
|  | Quetzalcoatlus lawsoni          |
|  |                                 |
|  | Quetzalcoatlus sp. (FSAC-OB 14) |
|  |                                 |

|  | Mistralazhdarcho maggii      |
|  |                              |
|  | Aerotitan sudamericanus      |
|  |                              |
|  | Arambourgiania philadelphiae |
|  |                              |

|  | Quetzalcoatlus northropi        |
|  |                                 |
|  | Quetzalcoatlus lawsoni          |
|  |                                 |
|  | Quetzalcoatlus sp. (FSAC-OB 14) |
|  |                                 |

|  | Mistralazhdarcho maggii      |
|  |                              |
|  | Aerotitan sudamericanus      |
|  |                              |
|  | Arambourgiania philadelphiae |
|  |                              |

|  | Hatzegopteryx thambema |
|  |                        |
|  | Albadraco tharmisensis |
|  |                        |

|  | Quetzalcoatlus northropi        |
|  |                                 |
|  | Quetzalcoatlus lawsoni          |
|  |                                 |
|  | Quetzalcoatlus sp. (FSAC-OB 14) |
|  |                                 |

|  | Mistralazhdarcho maggii      |
|  |                              |
|  | Aerotitan sudamericanus      |
|  |                              |
|  | Arambourgiania philadelphiae |
|  |                              |

|  | Quetzalcoatlus northropi        |
|  |                                 |
|  | Quetzalcoatlus lawsoni          |
|  |                                 |
|  | Quetzalcoatlus sp. (FSAC-OB 14) |
|  |                                 |

|  | Mistralazhdarcho maggii      |
|  |                              |
|  | Aerotitan sudamericanus      |
|  |                              |
|  | Arambourgiania philadelphiae |
|  |                              |

|  | Hatzegopteryx thambema |
|  |                        |
|  | Albadraco tharmisensis |
|  |                        |

|  | Quetzalcoatlus northropi        |
|  |                                 |
|  | Quetzalcoatlus lawsoni          |
|  |                                 |
|  | Quetzalcoatlus sp. (FSAC-OB 14) |
|  |                                 |

|  | Mistralazhdarcho maggii      |
|  |                              |
|  | Aerotitan sudamericanus      |
|  |                              |
|  | Arambourgiania philadelphiae |
|  |                              |

|  | Quetzalcoatlus northropi        |
|  |                                 |
|  | Quetzalcoatlus lawsoni          |
|  |                                 |
|  | Quetzalcoatlus sp. (FSAC-OB 14) |
|  |                                 |

|  | Mistralazhdarcho maggii      |
|  |                              |
|  | Aerotitan sudamericanus      |
|  |                              |
|  | Arambourgiania philadelphiae |
|  |                              |

|  | Hatzegopteryx thambema |
|  |                        |
|  | Albadraco tharmisensis |
|  |                        |

|  | Quetzalcoatlus northropi        |
|  |                                 |
|  | Quetzalcoatlus lawsoni          |
|  |                                 |
|  | Quetzalcoatlus sp. (FSAC-OB 14) |
|  |                                 |

|  | Mistralazhdarcho maggii      |
|  |                              |
|  | Aerotitan sudamericanus      |
|  |                              |
|  | Arambourgiania philadelphiae |
|  |                              |

|  | Quetzalcoatlus northropi        |
|  |                                 |
|  | Quetzalcoatlus lawsoni          |
|  |                                 |
|  | Quetzalcoatlus sp. (FSAC-OB 14) |
|  |                                 |

|  | Mistralazhdarcho maggii      |
|  |                              |
|  | Aerotitan sudamericanus      |
|  |                              |
|  | Arambourgiania philadelphiae |
|  |                              |

|  | Eurazhdarcho langendorfensis |
|  | |
|  | \| \| Phosphatodraco mauritanicus \| \| \| \| \| \| Wellnhopterus brevirostris \| \| \| \| \| \| Aralazhdarcho bostobensis \| \| \| \| |
|  | |
|  | Phosphatodraco mauritanicus |
|  | |
|  | Wellnhopterus brevirostris |
|  | |
|  | Aralazhdarcho bostobensis |
|  | |

|  | Phosphatodraco mauritanicus |
|  |                             |
|  | Wellnhopterus brevirostris  |
|  |                             |
|  | Aralazhdarcho bostobensis   |
|  |                             |

|  | Hatzegopteryx thambema |
|  |                        |
|  | Albadraco tharmisensis |
|  |                        |

|  | Quetzalcoatlus northropi        |
|  |                                 |
|  | Quetzalcoatlus lawsoni          |
|  |                                 |
|  | Quetzalcoatlus sp. (FSAC-OB 14) |
|  |                                 |

|  | Mistralazhdarcho maggii      |
|  |                              |
|  | Aerotitan sudamericanus      |
|  |                              |
|  | Arambourgiania philadelphiae |
|  |                              |

|  | Quetzalcoatlus northropi        |
|  |                                 |
|  | Quetzalcoatlus lawsoni          |
|  |                                 |
|  | Quetzalcoatlus sp. (FSAC-OB 14) |
|  |                                 |

|  | Mistralazhdarcho maggii      |
|  |                              |
|  | Aerotitan sudamericanus      |
|  |                              |
|  | Arambourgiania philadelphiae |
|  |                              |

|  | Hatzegopteryx thambema |
|  |                        |
|  | Albadraco tharmisensis |
|  |                        |

|  | Quetzalcoatlus northropi        |
|  |                                 |
|  | Quetzalcoatlus lawsoni          |
|  |                                 |
|  | Quetzalcoatlus sp. (FSAC-OB 14) |
|  |                                 |

|  | Mistralazhdarcho maggii      |
|  |                              |
|  | Aerotitan sudamericanus      |
|  |                              |
|  | Arambourgiania philadelphiae |
|  |                              |

|  | Quetzalcoatlus northropi        |
|  |                                 |
|  | Quetzalcoatlus lawsoni          |
|  |                                 |
|  | Quetzalcoatlus sp. (FSAC-OB 14) |
|  |                                 |

|  | Mistralazhdarcho maggii      |
|  |                              |
|  | Aerotitan sudamericanus      |
|  |                              |
|  | Arambourgiania philadelphiae |
|  |                              |

|  | Hatzegopteryx thambema |
|  |                        |
|  | Albadraco tharmisensis |
|  |                        |

|  | Quetzalcoatlus northropi        |
|  |                                 |
|  | Quetzalcoatlus lawsoni          |
|  |                                 |
|  | Quetzalcoatlus sp. (FSAC-OB 14) |
|  |                                 |

|  | Mistralazhdarcho maggii      |
|  |                              |
|  | Aerotitan sudamericanus      |
|  |                              |
|  | Arambourgiania philadelphiae |
|  |                              |

|  | Quetzalcoatlus northropi        |
|  |                                 |
|  | Quetzalcoatlus lawsoni          |
|  |                                 |
|  | Quetzalcoatlus sp. (FSAC-OB 14) |
|  |                                 |

|  | Mistralazhdarcho maggii      |
|  |                              |
|  | Aerotitan sudamericanus      |
|  |                              |
|  | Arambourgiania philadelphiae |
|  |                              |

|  | Hatzegopteryx thambema |
|  |                        |
|  | Albadraco tharmisensis |
|  |                        |

|  | Quetzalcoatlus northropi        |
|  |                                 |
|  | Quetzalcoatlus lawsoni          |
|  |                                 |
|  | Quetzalcoatlus sp. (FSAC-OB 14) |
|  |                                 |

|  | Mistralazhdarcho maggii      |
|  |                              |
|  | Aerotitan sudamericanus      |
|  |                              |
|  | Arambourgiania philadelphiae |
|  |                              |

|  | Quetzalcoatlus northropi        |
|  |                                 |
|  | Quetzalcoatlus lawsoni          |
|  |                                 |
|  | Quetzalcoatlus sp. (FSAC-OB 14) |
|  |                                 |

|  | Mistralazhdarcho maggii      |
|  |                              |
|  | Aerotitan sudamericanus      |
|  |                              |
|  | Arambourgiania philadelphiae |
|  |                              |

|  | Hatzegopteryx thambema |
|  |                        |
|  | Albadraco tharmisensis |
|  |                        |

|  | Quetzalcoatlus northropi        |
|  |                                 |
|  | Quetzalcoatlus lawsoni          |
|  |                                 |
|  | Quetzalcoatlus sp. (FSAC-OB 14) |
|  |                                 |

|  | Mistralazhdarcho maggii      |
|  |                              |
|  | Aerotitan sudamericanus      |
|  |                              |
|  | Arambourgiania philadelphiae |
|  |                              |

|  | Quetzalcoatlus northropi        |
|  |                                 |
|  | Quetzalcoatlus lawsoni          |
|  |                                 |
|  | Quetzalcoatlus sp. (FSAC-OB 14) |
|  |                                 |

|  | Mistralazhdarcho maggii      |
|  |                              |
|  | Aerotitan sudamericanus      |
|  |                              |
|  | Arambourgiania philadelphiae |
|  |                              |

|  | Hatzegopteryx thambema |
|  |                        |
|  | Albadraco tharmisensis |
|  |                        |

|  | Quetzalcoatlus northropi        |
|  |                                 |
|  | Quetzalcoatlus lawsoni          |
|  |                                 |
|  | Quetzalcoatlus sp. (FSAC-OB 14) |
|  |                                 |

|  | Mistralazhdarcho maggii      |
|  |                              |
|  | Aerotitan sudamericanus      |
|  |                              |
|  | Arambourgiania philadelphiae |
|  |                              |

|  | Quetzalcoatlus northropi        |
|  |                                 |
|  | Quetzalcoatlus lawsoni          |
|  |                                 |
|  | Quetzalcoatlus sp. (FSAC-OB 14) |
|  |                                 |

|  | Mistralazhdarcho maggii      |
|  |                              |
|  | Aerotitan sudamericanus      |
|  |                              |
|  | Arambourgiania philadelphiae |
|  |                              |

|  | Hatzegopteryx thambema |
|  |                        |
|  | Albadraco tharmisensis |
|  |                        |

|  | Quetzalcoatlus northropi        |
|  |                                 |
|  | Quetzalcoatlus lawsoni          |
|  |                                 |
|  | Quetzalcoatlus sp. (FSAC-OB 14) |
|  |                                 |

|  | Mistralazhdarcho maggii      |
|  |                              |
|  | Aerotitan sudamericanus      |
|  |                              |
|  | Arambourgiania philadelphiae |
|  |                              |

|  | Quetzalcoatlus northropi        |
|  |                                 |
|  | Quetzalcoatlus lawsoni          |
|  |                                 |
|  | Quetzalcoatlus sp. (FSAC-OB 14) |
|  |                                 |

|  | Mistralazhdarcho maggii      |
|  |                              |
|  | Aerotitan sudamericanus      |
|  |                              |
|  | Arambourgiania philadelphiae |
|  |                              |

|  | Hatzegopteryx thambema |
|  |                        |
|  | Albadraco tharmisensis |
|  |                        |

|  | Quetzalcoatlus northropi        |
|  |                                 |
|  | Quetzalcoatlus lawsoni          |
|  |                                 |
|  | Quetzalcoatlus sp. (FSAC-OB 14) |
|  |                                 |

|  | Mistralazhdarcho maggii      |
|  |                              |
|  | Aerotitan sudamericanus      |
|  |                              |
|  | Arambourgiania philadelphiae |
|  |                              |

|  | Quetzalcoatlus northropi        |
|  |                                 |
|  | Quetzalcoatlus lawsoni          |
|  |                                 |
|  | Quetzalcoatlus sp. (FSAC-OB 14) |
|  |                                 |

|  | Mistralazhdarcho maggii      |
|  |                              |
|  | Aerotitan sudamericanus      |
|  |                              |
|  | Arambourgiania philadelphiae |
|  |                              |

|  | Hatzegopteryx thambema |
|  |                        |
|  | Albadraco tharmisensis |
|  |                        |

|  | Quetzalcoatlus northropi        |
|  |                                 |
|  | Quetzalcoatlus lawsoni          |
|  |                                 |
|  | Quetzalcoatlus sp. (FSAC-OB 14) |
|  |                                 |

|  | Mistralazhdarcho maggii      |
|  |                              |
|  | Aerotitan sudamericanus      |
|  |                              |
|  | Arambourgiania philadelphiae |
|  |                              |

|  | Quetzalcoatlus northropi        |
|  |                                 |
|  | Quetzalcoatlus lawsoni          |
|  |                                 |
|  | Quetzalcoatlus sp. (FSAC-OB 14) |
|  |                                 |

|  | Mistralazhdarcho maggii      |
|  |                              |
|  | Aerotitan sudamericanus      |
|  |                              |
|  | Arambourgiania philadelphiae |
|  |                              |

|  | Hatzegopteryx thambema |
|  |                        |
|  | Albadraco tharmisensis |
|  |                        |

|  | Quetzalcoatlus northropi        |
|  |                                 |
|  | Quetzalcoatlus lawsoni          |
|  |                                 |
|  | Quetzalcoatlus sp. (FSAC-OB 14) |
|  |                                 |

|  | Mistralazhdarcho maggii      |
|  |                              |
|  | Aerotitan sudamericanus      |
|  |                              |
|  | Arambourgiania philadelphiae |
|  |                              |

|  | Quetzalcoatlus northropi        |
|  |                                 |
|  | Quetzalcoatlus lawsoni          |
|  |                                 |
|  | Quetzalcoatlus sp. (FSAC-OB 14) |
|  |                                 |

|  | Mistralazhdarcho maggii      |
|  |                              |
|  | Aerotitan sudamericanus      |
|  |                              |
|  | Arambourgiania philadelphiae |
|  |                              |

|  | Hatzegopteryx thambema |
|  |                        |
|  | Albadraco tharmisensis |
|  |                        |

|  | Quetzalcoatlus northropi        |
|  |                                 |
|  | Quetzalcoatlus lawsoni          |
|  |                                 |
|  | Quetzalcoatlus sp. (FSAC-OB 14) |
|  |                                 |

|  | Mistralazhdarcho maggii      |
|  |                              |
|  | Aerotitan sudamericanus      |
|  |                              |
|  | Arambourgiania philadelphiae |
|  |                              |

|  | Quetzalcoatlus northropi        |
|  |                                 |
|  | Quetzalcoatlus lawsoni          |
|  |                                 |
|  | Quetzalcoatlus sp. (FSAC-OB 14) |
|  |                                 |

|  | Mistralazhdarcho maggii      |
|  |                              |
|  | Aerotitan sudamericanus      |
|  |                              |
|  | Arambourgiania philadelphiae |
|  |                              |

|  | Hatzegopteryx thambema |
|  |                        |
|  | Albadraco tharmisensis |
|  |                        |

|  | Quetzalcoatlus northropi        |
|  |                                 |
|  | Quetzalcoatlus lawsoni          |
|  |                                 |
|  | Quetzalcoatlus sp. (FSAC-OB 14) |
|  |                                 |

|  | Mistralazhdarcho maggii      |
|  |                              |
|  | Aerotitan sudamericanus      |
|  |                              |
|  | Arambourgiania philadelphiae |
|  |                              |

|  | Quetzalcoatlus northropi        |
|  |                                 |
|  | Quetzalcoatlus lawsoni          |
|  |                                 |
|  | Quetzalcoatlus sp. (FSAC-OB 14) |
|  |                                 |

|  | Mistralazhdarcho maggii      |
|  |                              |
|  | Aerotitan sudamericanus      |
|  |                              |
|  | Arambourgiania philadelphiae |
|  |                              |

|  | Hatzegopteryx thambema |
|  |                        |
|  | Albadraco tharmisensis |
|  |                        |

|  | Quetzalcoatlus northropi        |
|  |                                 |
|  | Quetzalcoatlus lawsoni          |
|  |                                 |
|  | Quetzalcoatlus sp. (FSAC-OB 14) |
|  |                                 |

|  | Mistralazhdarcho maggii      |
|  |                              |
|  | Aerotitan sudamericanus      |
|  |                              |
|  | Arambourgiania philadelphiae |
|  |                              |

|  | Quetzalcoatlus northropi        |
|  |                                 |
|  | Quetzalcoatlus lawsoni          |
|  |                                 |
|  | Quetzalcoatlus sp. (FSAC-OB 14) |
|  |                                 |

|  | Mistralazhdarcho maggii      |
|  |                              |
|  | Aerotitan sudamericanus      |
|  |                              |
|  | Arambourgiania philadelphiae |
|  |                              |

|  | Hatzegopteryx thambema |
|  |                        |
|  | Albadraco tharmisensis |
|  |                        |

|  | Quetzalcoatlus northropi        |
|  |                                 |
|  | Quetzalcoatlus lawsoni          |
|  |                                 |
|  | Quetzalcoatlus sp. (FSAC-OB 14) |
|  |                                 |

|  | Mistralazhdarcho maggii      |
|  |                              |
|  | Aerotitan sudamericanus      |
|  |                              |
|  | Arambourgiania philadelphiae |
|  |                              |

|  | Quetzalcoatlus northropi        |
|  |                                 |
|  | Quetzalcoatlus lawsoni          |
|  |                                 |
|  | Quetzalcoatlus sp. (FSAC-OB 14) |
|  |                                 |

|  | Mistralazhdarcho maggii      |
|  |                              |
|  | Aerotitan sudamericanus      |
|  |                              |
|  | Arambourgiania philadelphiae |
|  |                              |

|  | Hatzegopteryx thambema |
|  |                        |
|  | Albadraco tharmisensis |
|  |                        |

|  | Quetzalcoatlus northropi        |
|  |                                 |
|  | Quetzalcoatlus lawsoni          |
|  |                                 |
|  | Quetzalcoatlus sp. (FSAC-OB 14) |
|  |                                 |

|  | Mistralazhdarcho maggii      |
|  |                              |
|  | Aerotitan sudamericanus      |
|  |                              |
|  | Arambourgiania philadelphiae |
|  |                              |

|  | Quetzalcoatlus northropi        |
|  |                                 |
|  | Quetzalcoatlus lawsoni          |
|  |                                 |
|  | Quetzalcoatlus sp. (FSAC-OB 14) |
|  |                                 |

|  | Mistralazhdarcho maggii      |
|  |                              |
|  | Aerotitan sudamericanus      |
|  |                              |
|  | Arambourgiania philadelphiae |
|  |                              |

|  | Hatzegopteryx thambema |
|  |                        |
|  | Albadraco tharmisensis |
|  |                        |

|  | Quetzalcoatlus northropi        |
|  |                                 |
|  | Quetzalcoatlus lawsoni          |
|  |                                 |
|  | Quetzalcoatlus sp. (FSAC-OB 14) |
|  |                                 |

|  | Mistralazhdarcho maggii      |
|  |                              |
|  | Aerotitan sudamericanus      |
|  |                              |
|  | Arambourgiania philadelphiae |
|  |                              |

|  | Quetzalcoatlus northropi        |
|  |                                 |
|  | Quetzalcoatlus lawsoni          |
|  |                                 |
|  | Quetzalcoatlus sp. (FSAC-OB 14) |
|  |                                 |

|  | Mistralazhdarcho maggii      |
|  |                              |
|  | Aerotitan sudamericanus      |
|  |                              |
|  | Arambourgiania philadelphiae |
|  |                              |

## Levenswijze
Nesov veronderstelde voor Azhdarcho een levenswijze als viseter; aangezien de halswervels nauwelijks een draaiing van de nek toestonden maar wel een verticale beweging nam hij aan dat de prooi uit het water geplukt werd terwijl het dier over het oppervlak zweefde, misschien zelfs door de kaken door de golven te laten scharen. Van dat laatste is later duidelijk geworden dat het biomechanisch vrijwel onmogelijk is. Ook suggereerde Nesov de mogelijkheid dat Azhdarcho soms als een 'roofpterosauriër' fungeerde door kleinere soorten uit de lucht te happen. Dit idee heeft echter weinig aandacht gekregen, hoewel — of doordat — verder geen soorten, pterosauriërs of vogels, uit het Mesozoïcum bekend zijn met een dergelijke specialisatie.
In 2013 publiceerde Awerianow de resultaten van een computersimulatie van de onderlinge beweeglijkheid van de halswervels. Die zou tot 20° hebben kunnen bedragen, wat een S-vorm van de nek toestond. Dit zou volgens hem weer wijzen op een levenswijze als een pelikaan, inclusief het gebruik van een keelzak om vissen te scheppen. Hetzelfde jaar nog werd dit bestreden door Darren Naish en Mark Paul Witton die erop wezen de vorm van de onderkaken niet wijst op een keelzak die breed kon uitstulpen; bij de pelikanen zijn de takken gevormd door de achterkanten van de onderkaken extreem buigbaar.